# تشلخوویتسه نا هانه
تشلخوویتسه نا هانه (به چکی: Čelechovice na Hané) یک منطقهٔ مسکونی در جمهوری چک است که در ناحیه پروستییوو واقع شده‌است. تشلخوویتسه نا هانه ۷٫۲۶ کیلومتر مربع مساحت و ۱٬۲۲۱ نفر جمعیت دارد و ۲۳۴ متر بالاتر از سطح دریا واقع شده‌است.